# Mazančovice
Mazančovice (polsky Mazańcowice, německy Matzdorf) jsou vesnice v jižním Polsku ve Slezském vojvodství v okrese Bílsko-Bělá v gmině Jasenice. Leží na území Těšínského Slezska v kopcovité krajině Slezského podhůří na řece Vapenici.
První zmínka o vesnici (Mansanczovicz) pochází z listiny vratislavského biskupa Jindřicha z Vrbna z doby kolem roku 1305. Patřila těšínskému knížectví, z nějž bylo roku 1572 vyděleno bílské stavovské panství. Ve sčítání lidu 1910 uvedlo 90,8 % obyvatel obcovací řeč polskou (včetně těšínského nářečí), 9,1 % německou a 0,8 % (deset osob) českou. 66,8 % se hlásilo ke katolictví, 39,9 % k evangelické církvi a 5 osob k judaismu. V roce 1920 byly Mazančovice rozhodnutím Konference velvyslanců spolu s celým východním Těšínském připojeny k Polsku.
Mazančovice přímo sousedí s městem Bílsko-Bělá (na jihu s městskou částí Staré Bílsko, na východě s městskou částí Komorovice) a patří k jeho suburbanní zóně. Staví se zde ve 21. století řada nových rodinných domů, a proto počet obyvatel výrazně stoupá. Ke dni 31. 12. 2014 zde žilo 3 651 osob (oproti 3 401 v roce 2009). Do obce jezdí autobusy MHD Bílsko-Bělá (linky 25, 33 a 51) a Čechovice-Dědice (linka X).
K památkám obce patří novogotický katolický kostel Maří Magdalény z roku 1901 a evangelický kostel Spasitele z roku 1930.